# Melody Boys
Melody Boys je jazz band pěti sólistů orchestru Melody Makers Ondřeje Havelky. Kapela hraje jazz a swing 20., 30. a raných 40. let.
Band se snaží o autentickou interpretaci jazzu a swingu 20., 30. a raných 40. let při hře na dobové nástroje.
Základní sestavu bandu tvoří kytarista Petr Tichý, po jehož boku vystupuje pianista Mirek Lacko, saxofonista a klarinetista Pavel Jordánek, trumpetista Jiří Patócs a kontrabasista Petr Vlášek. 
Tuto sestavu pak na větších akcích doplnil i Bedřich Šmarda na tenorsaxofon, barytonsaxofon, bassaxofon i klarinet, Jan Tříska, mistr tenorsaxofonu a klarinetu, a Jiří Pípa Novák, který hraje na bicí a valchou.